# Alvin Ceccoli
Alvin Ceccoli (Austràlia, 5 d'agost de 1974) és un futbolista australià ja retirat que disputà sis partits amb la selecció d'Austràlia. Jugava en la posició de defensa.

## Palmarès
- Copa de Nacions de l'OFC: 1998[3]
- Lliga de Campions de l'OFC: 2000-01,[4] 2004-05[5]